# Lomas de Barranca
Lomas de Barranca es una localidad peruana ubicada en el distrito de Barranca, perteneciente a la provincia homónima del departamento de Lima, en la costa central del Perú. 

## Ubicación
Lomas de Barranca se ubica al oeste de la provincia de Barranca, en el distrito de Barranca, en el departamento de Lima.

## Demografía
En 2017 Lomas de Barranca tenía una población de 17 habitantes.
| Gráfica de evolución demográfica de Lomas de Barranca entre 1993 y 2017 |
|                                                                         |
| Fuentes: Población 1993 y 2017                                          |